# Махневич, Франтишек Ян

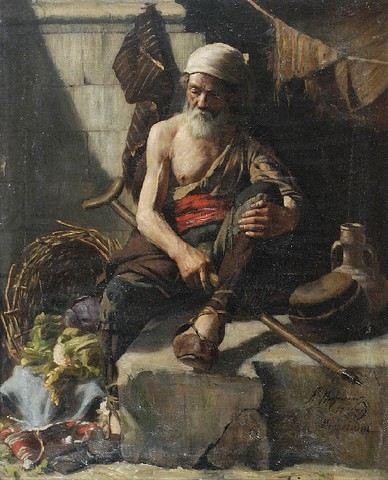
Махневич Франтишек Ян. «Отдых».

Франтишек Ян Махневич (пол. Franciszek Jan Machniewicz; 1859, Малопольское воеводство, Польша — 1897, Краков) — польский живописец.

## Биография
В 1874—1883 г. учился живописи и рисунку в Краковской школе изящных искусств, затем у Яна Матейко (1885—1886). Художественное образование продолжил в Мюнхенской академии под руководством Александра Вагнера.
В 1884 году был награждён серебряной медалью «за достижения в живописи».

## Творчество

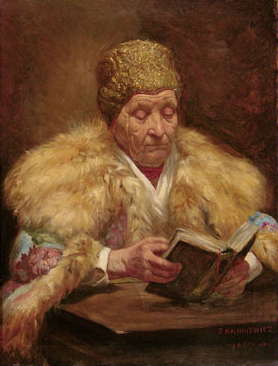
Махневич Франтишек Ян. «Читающая»

Франтишек Ян Махневич — известный портретист. Среди тех, кого изображал на своих картинах художник были президент Кракова Миколай Зибликевич, наместник Королевства Галиции и Лодомерии Альфред Потоцкий, кардинал Адам Сапега и ряд других знатных персон Кракова и Польши.
В 1898 году в залах Национального музея Кракова — Сукенницах — состоялась посмертная выставка Ф. Я. Махневича, на которой демонстрировались более ста произведений художника.